# Chandrashekhar Azad
Chandrashekhar Azad (eigentlich Chandrashekhar Sitaram Tiwari; Hindi: चंद्रशेखर आज़ाद, Candraśekhar Āzād; * 23. Juli 1906 in Badarka, Uttar Pradesh; † 27. Februar 1931 in Allahabad, Uttar Pradesh) war ein indischer Revolutionär und Unabhängigkeitskämpfer.

## Leben
Chandrashekhar verbrachte seine Kindheit in Jhabua, wo er die Grundschule besuchte. Im Anschluss ging er auf eine Sanskrit-Schule in Varanasi. Chandrashekhars Eltern Sitaram Tiwari und Jagarani Devi waren Hindus. Er selbst war ein Anhänger des Hindu-Gottes Hanuman, als dessen Priester er sich bezeichnete.
Tief betroffen über das Massaker von Amritsar im April 1919 begann Chandrashekhar sich in der indischen Unabhängigkeitsbewegung zu betätigen. Während der Beteiligung an der Kampagne der Nichtkooperation, die Mohandas Gandhi 1921 initiierte, geriet Chandrashekhar erstmals in Konflikt mit der britischen Kolonialmacht. Im Alter von 15 Jahren verbüßte er seine erste Gefängnisstrafe. Hier gab er sich den Beinamen „Azad“ (der Freiheit bedeutet) und war fortan als Chandrashekhar Azad bekannt.
Nach seinem Ausscheiden aus der Kampagne der Nichtkooperation wandte Azad sich dem gewaltsamen Widerstand gegen die britische Besatzung zu. Er war Mitbegründer der radikalen „Hindustan Socialist Republican Association“ (HSRA), deren Ziel die absolute Unabhängigkeit Indiens und die Begründung eines Staates nach sozialistischen Prinzipien war. Zusammen mit anderen  indischen Revolutionären wie Bhagat Singh, Sukhdev Thapar, Batukeshwar Dutt und Shivaram Rajguru initiierte er mehrere Aktionen gegen die britische Kolonialmacht, wie den Raubüberfall auf die Kakori-Bahnlinie (1926) oder den Anschlag auf den britischen Gouverneur John Poyantz Saunders (1928).
Am 27. Februar 1931 geriet Chandrashekhar Azad bei einem Geheimtreffen im Alfred Park in Allahabad in einen Hinterhalt der Polizei. Nach einem längeren Feuergefecht wurde der Park von Polizei umstellt. Um einer Gefangennahme und Hinrichtung durch das britische Militär zu entgehen, tötete Chandrashekhar Azad sich durch einen Kopfschuss.
Der Leichnam Chandrashekhar Azads wurde nach seiner Bergung aus dem Park von den britischen Truppen öffentlich zur Schau gestellt, um andere Aufständische abzuschrecken.
Chandrashekhar Azad gilt als einer der bekanntesten indischen Revolutionäre und als Mentor von Bhagat Singh. Im heutigen Indien genießt Azad große Wertschätzung. In Europa ist, im Gegensatz zum gewaltlosen Widerstand Mahatma Gandhis, der militante indische Widerstand kaum bekannt.
Der Bollywoodfilm Rang De Basanti – Die Farbe Safran aus dem Jahr 2006 beschäftigt sich mit Chandrashekhar Azad und den Aktionen der HSRA.